# バスケットボールスペイン代表
バスケットボールスペイン代表(Spain national basketball team)は、スペインバスケットボール連盟によって編成されるバスケットボールのナショナルチームである。

## 歴史
1935年の第1回バスケットボール欧州選手権（ユーロバスケット）決勝でラトビアに敗れて銀メダル。1936年ベルリンオリンピックはスペイン内戦のため棄権した。
オリンピック初出場は1960年ローマ大会。1984年ロサンゼルス大会で初めて銀メダル獲得。
ワールドカップ（旧世界選手権）は1950年の第1回大会に出場。2002年大会までの最高成績は1982年コロンビア大会の4位だったが、2006年世界選手権日本大会では、アルゼンチンに75-74で勝利した準決勝でエースのパウ・ガソルが負傷し決勝戦を欠場したもののギリシャを70-47で破って初優勝した。
2008年北京五輪から3大会連続でメダルを獲得。いずれもアメリカに敗れている。
2度目の自国開催だった2014年W杯は準々決勝でフランスに敗れた。
2019年W杯は決勝戦でアルゼンチンを95-75で破り、予選から決勝まで8戦全勝で2度目の優勝を達成。
W杯王者として出場した2021年東京五輪は準々決勝でアメリカに敗れた。
2022年11月18日に発表されたFIBAランキングにてアメリカ代表を抜き、トップに立った。

## 主な国際大会成績
- 夏季オリンピック
  - 1960年 － 14位
  - 1968年 － 7位
  - 1972年 － 11位
  - 1980年 － 4位
  - 1984年 － 銀メダル
  - 1988年 － 8位
  - 1992年 － 9位
  - 2000年 － 9位
  - 2004年 － 7位
  - 2008年 － 銀メダル
  - 2012年 － 銀メダル
  - 2016年 － 銅メダル
  - 2021年 － 6位
- FIBAバスケットボール・ワールドカップ
  - 1950年 － 9位
  - 1974年 － 5位
  - 1982年 － 4位
  - 1986年 － 5位
  - 1990年 － 10位
  - 1994年 － 10位
  - 1998年 － 5位
  - 2002年 － 5位
  - 2006年 － 優勝
  - 2010年 － 6位
  - 2014年 － 5位
  - 2019年 － 優勝
  - 2023年 － 9位
- ユーロバスケット

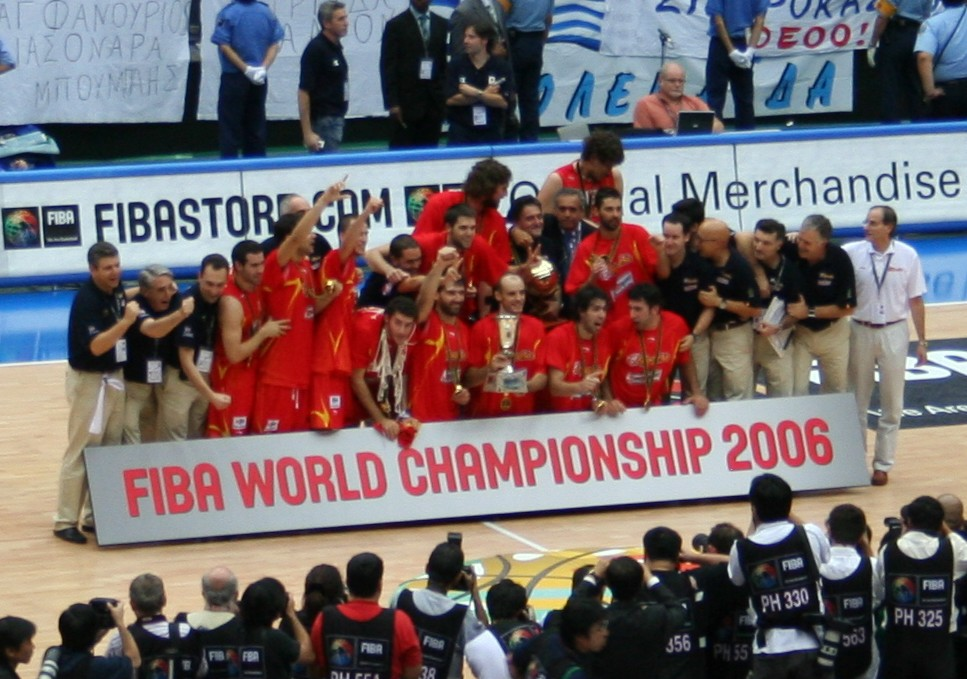
2006年世界選手権

  - 優勝：2009年、2011年、2015年、2022年
  - 準優勝：1935年、1973年、1983年、1999年、2003年、2007年
  - 3位：1991年、2001年、2013年、2017年
- 地中海競技大会
  - 金メダル：1955年、2001年
  - 銀メダル：1951年、1959年、1963年、1987年
  - 銅メダル：2005年

## 現在の代表選手
ユーロバスケット2025代表候補ロスター
- サンティ・アルダマ
- ウィリー・エルナンゴメス
- フアンチョ・エルナンゴメス
- シャビ・ロペス・アロステギ
- ロレンゾ・ブラウン（英語版）
- アルベルト・アバルデ
- エリ・エンディアイエ
- ダリオ・ブリズエラ
- ジョエル・パラ
- アルベルト・ディアス
- ヤンクバ・シマ
- セルヒオ・デ・ラレア
- ハイメ・プラディージャ
- ジョゼップ・プエルト
- サンティ・ユスタ

## 歴代代表選手
- パウ・ガソル
- マルク・ガソル
- リッキー・ルビオ
- サージ・イバーカ
- ニコラ・ミロティッチ
- アレックス・アブリネス
- フアン・カルロス・ナバーロ
- ホセ・カルデロン
- ホルヘ・ガルバホサ
- ロベルト・ドゥエニャス
- ロドリゴ・デ・ラ・フエンテ
- Iker Iturbe
- Jaume Comas
- Óscar Yebra
- フラン・バスケス
- セルジ・ビダル
- イグナシオ・デ・ミゲル
- カルロス・カベサス
- エピ
- フランシスコ・"ニノ"・ブスカート
- ウェイン・ブラベンダー
- ヨセプ・マリア・マルガール
- フェリペ・レジェス